# Beltringharde

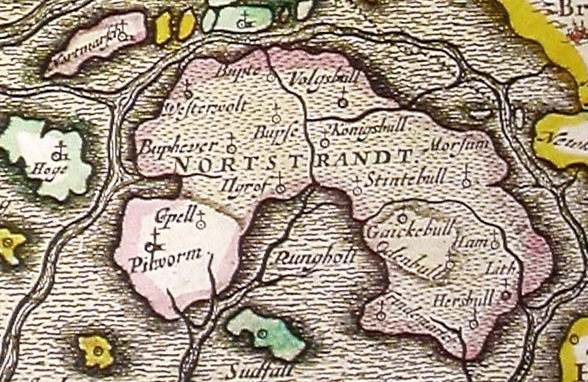
Alt-Nordstrand auf der Karte von Johannes Blaeu, 1662. Die alten Umrisse sind noch eingezeichnet, ein Großteil der Insel aber schon als unter Wasser liegend gekennzeichnet

Die Beltringharde (dänisch: Beltring Herred) war ein mittelalterlicher Verwaltungsbezirk im Gebiet des heutigen Nordfrieslands. Die Harde war eine der sogenannten Uthlande und umfasste den Nordteil der Insel Strand. In der Zweiten Marcellusflut von 1362 wurde die Harde von der Nordsee überschwemmt und verlor mehrere Kirchspiele.
Ende des 16. Jahrhunderts wurden die Harden der Insel Strand neu aufgeteilt. Das Dorf Ockholm, das bei den Sturmfluten des 14. Jahrhunderts als kleine Hallig übriggeblieben war, wurde nunmehr als Teil der Nordergoesharde gezählt, die vormalige Wiriksharde mit den verbliebenen Halligen Langeneß und Gröde wurde der Beltringharde zugeschlagen.
Um 1600 gehörten zur Beltringharde die Orte Amhusen, Bupsee mit der Hauptkirche der Harde, Bupte, Evensbüll, Königsbüll, Rörbeck, Oster- und Westerwoldt und Volligsbüll sowie mehrere Halligen. 1628 wurde der Amsinckkoog im Bereich bei der heutigen Hamburger Hallig gewonnen. In der Burchardiflut  von 1634 wurde die Beltringharde, die in der Mitte der Insel dem Heverstrom direkt ausgesetzt war, besonders schwer getroffen. Alle acht Kirchspiele und mehrere Kapellen wurden zerstört; ein Großteil der Bevölkerung ließ ihr Leben. Die Überlebenden konnten die Deiche nicht reparieren und mussten deshalb das Land aufgeben. Die wenigen verbliebenen Gebäude wurden abgebrochen.
Heute sind lediglich die Hallig Nordstrandischmoor und die Hamburger Hallig sowie Reste des ehemaligen Amsinckkoogs Überbleibsel dieser Harde. Der 1987 eingedeichte Koog zwischen dem nordfriesischen Festland beim Sönke-Nissen-Koog und Nordstrand erhielt in Erinnerung dieser Harde den Namen Beltringharder Koog, obwohl das Gebiet nicht deckungsgleich mit der damaligen Harde ist.
2009 unternahmen Hobbyarchäologen mehrere Exkursionen zu Teilen der untergegangenen Insel und fanden an der Stelle des vermutlich versandeten Ortskerns von Osterwolde Gräben- und Warftfragmente sowie andere Siedlungsspuren. Sie fanden auch einen gemauerten Brunnen, acht Sodenbrunnen und in einem großen Trümmerfeld unzählige Knochen. Im Mittelpunkt des Interesses stand die Suche nach Resten der Verlängerung des Moordeiches, dem Hohen Deich, der den Großen Koog vom Hagebüller Koog getrennt hatte.